# Paula Strautmane
Paula Strautmane (ur. 23 marca 1997 w Rydze) – łotewska koszykarka, występująca na pozycjach silnej skrzydłowej lub środkowej, reprezentantka kraju, od 2023 zawodniczka Kangoeroes Basket Mechelen.
Jej młodsza siostra Digna jest także zawodową koszykarką i reprezentantką Łotwy.

## Osiągnięcia
Stan na 10 maja 2024, na podstawie, o ile nie zaznaczono inaczej.

### NCAA
- Uczestniczka rozgrywek:
  - Sweet 16 turnieju NCAA (2017)
  - II rundy turnieju NCAA (2017, 2018)
  - turnieju NCAA (2017–2019)
- Mistrzyni:
  - turnieju konferencji Metro Atlantic Athletic (MAAC – 2017–2019)
  - sezonu regularnego MAAC (2017–2019)
- Zaliczona do I składu:
  - MAAC (2019)
  - turnieju konferencji MAAC (2016)
  - najlepszych pierwszorocznych zawodniczek MAAC (2016)
  - MAAC All-Academic Team (2016–2018)
- Liderka:
  - NCAA w liczbie fauli (2016 – 131)
  - wszech czasów konferencji MAAC w liczbie fauli (445)
  - konferencji MAAC w liczbie:
    - bloków (2019 – 58)
    - fauli (2016 – 131, 2017 – 110, 2019 – 104)
- Debiutantka tygodnia konferencji MAAC (3x – 2015/2016)

### Drużynowe
- Mistrzyni:
  - Bałtyckiej Ligi Koszykówki (Douglas Baltic Basketbal League – 2020)[6]
  - Łotwy (2020)[7]
  - Belgii (2024)[8]
- 4. miejsce w lidze hiszpańskiej (2022)
- Zdobywczyni Pucharu Belgii (2024)[8]
- Uczestniczka międzynarodowych rozgrywek:
  - Euroligi (2019/2020)
  - Eurocup (2022–2024)

### Reprezentacja

#### 5x5
Seniorska
- Uczestniczka:
  - mistrzostw Europy (2017 – 6. miejsce, 2019 – 11. miejsce, 2023 – 13. miejsce)
  - kwalifikacji do Eurobasketu (2021, 2023, 2024/2025)

Młodzieżowe
- Wicemistrzyni Europy U–18 dywizji B (2015)
- Brązowa medalistka mistrzostw Europy U–16 dywizji B (2011, 2012)
- Uczestniczka mistrzostw Europy:
  - U–20 (2015 – 12. miejsce, 2016 – 7. miejsce, 2017 – 8. miejsce)
  - U–16 (2013 – 7. miejsce)
  - U–18 dywizji B (2014 – 4. miejsce, 2015)

#### 3x3
- Uczestniczka rozgrywek FIBA 3x3 Women’s Series (2022/2023)